# بطولة الأندية الأوقيانية 1987
بطولة الأندية الأوقيانية 1987 (بالإنجليزية: 1987 Oceania Club Championship)‏ هو الموسم الأول من بطولة الأندية الأوقيانية. شارك فيه  9 فرق، وفاز باللقب أديلايد سيتي الأسترالي على حساب ماونت ويلينغتون النيوزيلندي 4-1 بركلات الترجيح بعد نهاية الوقت الأصلي بالتعادل 1-1.